# زابج
زابج (الإندونيسية: Sabak؛ الصينية: 阇婆 أو 闍婆 "She-bó"، "Shepo"؛ السنسكريتية: Javaka؛ اللاتينية: Jabad)، يُعتقد أنها كانت منطقة قديمة تقع جنوب الصين في مكان ما في جنوب شرق آسيا، بين مملكة شينلا (كمبوديا حاليًا) وجاوة. ربط العديد من المؤرخين هذه المملكة بسريفيجايا واعتقدوا أن موقعها كان في مكان ما في سومطرة أو جاوة أو شبه جزيرة ملايو. يتوقع المؤرخون الإندونيسيون أن زابج مرتبط بمنطقة موارا ساباك الحالية، مصب نهر باتانغ هاري في منطقة وصاية شرق تانجونج جابونج، مقاطعة جمبي. من الممكن أيضًا أن يكون موقع زابج في جاوة، وليس سريفيجايا لأن زابج يلاحظ أنها تابعة لسريفيجايا، وحجم زابج لا يتجاوز نصف حجم جزيرة تسمى رامني (سومطرة).(ص.30–31)
يتوقع صمويل بوخارت أن زابج هي جزيرة إياباديو كما ذكر بطليموس: "تقرأ (ἰαβαδίου)، وهي إيابا-ديو، أو جزيرة جاوة". ويرى أن "إيابا ديو" تعني جزيرة الشعير، وكلمة "إيابا" (iaba) مبنية على الكلمة العربية "جباد" أو "عيباد"، والتي تعني عشبًا أو حبة شعير خاصة لتسمين الماشية. ويقول بوخارت كذلك بأن التفسير الصحيح لإياباديو هو (νῆσος) (nesos، وتعني العديد من الجزر) وليس (νήσου) (nísou، جزيرة). في الطبعة الانتقادية لستيفان البيزنطي، يقول "أبراهام بيركليوس" بأن جزيرة إياباديو، كما قدمها بطليموس، هي "إيابا ديو"، أو جزيرة جاوة؛ ولايوجد عند الفرس والهنود من لا يعلم أن "ديو" تعني الجزيرة، و"إيابا" تعني العشب أو حبة الشعير.
ومع ذلك، فإن موقعها الدقيق لا يزال محير بين العلماء. كما تم اقتراح مواقع محتملة أخرى مثل شمال بورنيو والفلبين.